# Casper – Det magiska äventyret
Casper – Det magiska äventyret är en amerikansk film från 1997. Filmen är den andra i serien om spöket Casper.

## Handling
Filmen handlar om hur det började för spöket Casper.

## Rollista
- Steve Guttenberg – Tim Carson
- Lori Loughlin – Sheila Fistergraff
- Michael McKean – Bill Case
- Brendon Ryan Barrett – Chris Carson